# Vier-Bruch-Falz
Der Vier-Bruch-Falz ist ein Begriff aus der Druckweiterverarbeitung.
Beim Falzen von Rohbogen werden die Papierfasern des Papiers in der Laufrichtung gebrochen, man spricht deshalb vom Bruch. Wenn ein Falzbogen oder ein Falzschema viermal gefalzt wird, spricht man deshalb vom Vier-Bruch-Falz. Wechselt man dabei jedes Mal die Richtung des Bruches, entstehen immer 32-seitige Falzbogen, da jeder Bruch die Anzahl der Seiten auf dem Falzbogen verdoppelt.
Siehe auch: Drei-Bruch-Falz